# Resolució 1239 del Consell de Seguretat de les Nacions Unides
La Resolució 1239 del Consell de Seguretat de les Nacions Unides fou adoptada el 14 de maig de 1999. Després de recordar les resolucions 1160 (1998), 1199 (1998) i 1203 (1998), el Consell demana accés de les Nacions Unides i altre personal humanitari que treballen a Kosovo a altres parts de la República Federal de Iugoslàvia (Sèrbia i Montenegro).
El Consell de Seguretat va recordar la Carta de les Nacions Unides, la Declaració Universal dels Drets Humans, convenis i convencions internacionals sobre drets humans, la Convenció i el Protocol relatiu a l'Estatut dels refugiats, als Convenis de Ginebra de 1949 i altres instruments del dret internacional humanitari. Va expressar la seva preocupació per la catàstrofe humanitària que es produïa a Kosovo i els seus voltants a conseqüència de la contínua crisi. A més, hi havia preocupació per l'arribada de refugiats de Kosovo a Albània, Macedònia, Bòsnia i Hercegovina i altres països. En aquest sentit, va assenyalar la intenció del secretari general Kofi Annan d'enviar una missió a Kosovo per avaluar les necessitats humanitàries.
La resolució elogia els esforços realitzats pels Estats membres, l'Alt Comissionat de les Nacions Unides per als Refugiats (ACNUR) i altres organitzacions humanitàries d'ajuda humanitària. Es va demanar que ampliés l'assistència als desplaçats interns a Kosovo, Montenegro i altres parts de la República Federal de Iugoslàvia. El Consell de Seguretat va demanar accés a les Nacions Unides i al personal humanitari que operés a Kosovo i altres parts de la República Federal de Iugoslàvia, reafirmant el dret dels refugiats a tornar a casa amb seguretat. Va subratllar que, sense una solució política, la solució humanitària continuaria deteriorant-se d'acord amb els principis adoptats pel G8.
La resolució 1239 va ser aprovada per 13 vots contra cap i dues abstencions de la Xina i Rússia, que van argumentar que el bombardeig de l'OTAN sobre Iugoslàvia sense autorització del Consell de Seguretat havia contribuït a la crisi i lamentava que això no es mencionés en la resolució.